# 山田优 (击剑运动员)
山田优（日语：／ Yamada Masaru，1994年6月14日—），日本男子击剑运动员。他曾获得2020年夏季奥林匹克运动会击剑男子团体重剑比赛金牌，这是日本在奥运击剑项目上的首枚金牌。